# 転生したら第七王子だったので、気ままに魔術を極めます
『転生したら第七王子だったので、気ままに魔術を極めます』（てんせいしたらだいななおうじだったので、きままにまじゅつをきわめます）は、謙虚なサークルによる日本のライトノベル作品。「小説家になろう」にて2019年10月より連載されており、書籍版は講談社ラノベ文庫（講談社）より2020年7月から刊行されている。イラストはメル。が担当している。略称は「第七王子」。
メディアミックスとして、石沢庸介によるコミカライズが『マガジンポケット』（講談社）にて小説1巻発売の約1週間前に先行して2020年6月27日より連載中。さらにスピンオフとして、天宮ケイリによる『現代転移の第二王子』が2024年2月17日より2024年11月2日まで『マガジンポケット』（同社）で連載された。また、2024年4月から6月までテレビアニメの第1期が放送された。第2期は2025年7月より放送中。
コミカライズ『転生したら第七王子だったので、気ままに魔術を極めます』は「次にくるマンガ大賞2021」Webマンガ部門で8位を獲得している。2025年5月時点でシリーズの累計発行部数は700万部を突破している。

## あらすじ
血筋と才能に恵まれなかったとある魔術師は、貴族との決闘に負け無残な最期を迎えるも、死の間際も「もっと魔術を学びたかった」と考えていた。目を覚ますと、男はサルーム王国の第七王子・ロイドに転生していた。前世とは真逆の、恵まれた環境で前世の知識と記憶を武器に自由気ままに魔術を学び、習得していく。周囲からの評価は気にもせず、ロイドは魔術を極める無双ライフをエンジョイする。

## 登場人物
声の項はテレビアニメの声優。
ロイド・ディ・サルーム
声 - 小市眞琴
本作の主人公。サルーム王国を統べる王族の第七王子。転生者（現実世界からの転生ではなく、一つの世界内での転生である。）であり、魔術師だった前世の記憶を持ったまま成長。10歳ながら膨大な魔術の知識を持ち、触れたものは塵になるとされる次元の壁を魔力で破壊・貫通するほどの莫大な魔力を持つ。王位継承や女性、恋愛などには全く興味が無く、その行動と欲求の全ては自分の大好きな魔術を極めるための研究と実践にのみ注がれている。
魔力の研究の為ならば自分の体を傷つけても何とも思わないなど、狂人のような一面を持つ。
魔術師の男
声 - 福山潤
ロイドの前世。家柄（血）と才能を持たずに生まれたため、魔術師としては最初から詰んでいた。
グリモ
声 - ファイルーズあい / 大塚明夫（魔人グリモワール）
ロイドの使い魔。かつてサルーム王国を滅亡寸前にまで追いやった古代魔術を操る三級魔人だったが後に一級クラスに成長した。
王国の封印書庫にある禁書の中に数百年にわたって封じ込められていたのをロイドが解放し、相まみえ、黒閃砲などを放つが、ロイドの底知れない魔力と魔術に圧倒され屈服。かわいらしい使い魔の姿に身を変えてロイドに仕えるようになった。その後、ロイドの結界を一枚割る功績を見せる。
シルファ・ラングリス
声 - Lynn
サルーム王国に仕えるメイドでA級冒険者。ロイドを溺愛する教育係兼剣術指南役である。類まれな剣術の使い手で、“銀の剣姫”という異名を持つ。
父は王国騎士団団長のマルクオス・ラングリス。
タオ・ユイファ
声 - 関根明良
気術使いでB級冒険者。呼吸を操り、人知を超えた力を引き出す“気術”の使い手。ギルドに所属している冒険者であり、旅先で出会うイケメンに目が無い一面もある。
レン
声 - 高橋李依
暗殺者ギルドの一員。賞金首で構成された“暗殺者ギルド”に所属している。肌から毒を撒く特異体質を持つことから“毒蛾のレン”と呼ばれている。舐める（唾液をつける）事により物を溶かすことができるため、ロイドの実験に付き合い最強の鉱石を作った。後に、ロイドのメイドとなった。タルタロスの分離体と共生している。
ジェイド
声 - 島﨑信長
賞金首で構成された“暗殺者ギルド”のリーダー。神隠しのノロワレで“影狼のジェイド”と呼ばれている。
常に気の呼吸をしている戦闘の天才であり、ロードスト領家の三男であり故郷を救うため領地に向かった際にギザルムに肉体を乗っ取られる。
バビロン
声 - 土岐隼一
暗殺者ギルドの一員。軟体のノロワレで鼠のように小さな隙間でも入り込める事から“巨鼠のバビロン”と呼ばれている。その軟体の力を使い肺を広げジェイドの才能にアイディアで追いついた。
後に、生きていたギザムルに見つかりご飯を作ることを条件に魔物の軍隊に入らせないことに成功した。
クロウ
声 - 永塚拓馬
暗殺者ギルドの一員。呪詛のノロワレで言葉に魔力を乗せることが出来きる為“闇鴉のクロウ”と呼ばれている。
普段は暴発を防ぐ為に自ら発言を縛っている。力を使いすぎると吐血し喉が壊れる。
ガリレア
声 - 杉田智和
暗殺者ギルドの一員。糸のノロワレで体に纏った魔力を粘液に変えられる事から“蜘蛛のガリレア”と呼ばれている。出せる粘液には種類があり鉄のような重さを持つものや強度に振ったものもある。
後にロードスト領の領主になる。
タリア
声 - 明坂聡美
暗殺者ギルドの一員。自身から対象を見ながら自傷すると対象にも同じ傷を負わせられる事から“百傷のタリア”と呼ばれている。酔いも自傷らしい。
シュナイゼル・ディ・サルーム
サルーム王国の第一王子で、ロイドの兄。常に仮面を被っている。
クルーゼ・ディ・サルーム
サルーム王国の第一王女で、ロイドの姉。剣の極地、入れれば最強の銀世界に入ることができる特殊な銀世界を持っている。
アルベルト・ディ・サルーム
声 - 堀江瞬
サルーム王国の第二王子で、ロイドの兄。焦熱炎牙と呼ばれる隕石を降らせる魔法を使える。
ゼロフ・ディ・サルーム
サルーム王国の第三王子で、ロイドの兄。ロイドとともに錬金術で強力なゴーレム（実はロイドの祭壇）ディガーディアを作り上げる。
ディアン・ディ・サルーム
声 - 広瀬裕也
サルーム王国の第四王子で、ロイドの兄。鍛冶を得意としロイドとともにディロードをはじめとする初級火魔法（ディロードはだいぶ威力を抑えた焦熱炎牙）を付与。また、ロイドと共に魔剣を作り上げた。
サリア・ディ・サルーム
声 - 津田美波
サルーム王国の第四王女で、ロイドの姉。
音楽にしか興味が無く、その点においてはロイドに似ているところがあり、音楽をしていない人の名前は家族ですら覚えられない。
アリーゼ・ディ・サルーム
声 - 熊田茜音
サルーム王国の第六王女で、ロイドの姉。魔獣を飼っておりレッサー（下位）フェンリルを使役しており飼っている魔獣との意思疎通を可能とする。ロイドに対しては姉弟関係を超えた愛情を抱いており、会う度に抱きついたり接吻をしている。
イーシャ
声 - 石見舞菜香
協会のシスター。教皇。
シロ
声 - 松井恵理子
森林地帯に生息する狼型の魔獣「ベアウルフ」のうちの一匹。パズズに洗脳されたところをロイドに助けられ一匹だけロイドのもとに残り、グリモと同様にロイドに仕えている。
ロードスト領のギザルム事件ではシルファと行動を共にし、彼女が奥の手として用意していた魔剣「魔人殺し」を預かっていた。
ジリエル
声 - 森久保祥太郎
天使。グリモのようにロイドと戦い敗北、ひよこのような姿になって仲間になる。人前ではジリ貧丸と名乗っている。
ギザルム
声 - 島﨑信長
魔族。ジェイドの瞬間移動能力を獲得しようとロードスト領家を陥れる。ジェイドの体奪うことに成功するがロイドと戦闘した末、ロイドの虚空に敗北しチリになる。
イド
ロイドが屋敷を抜け出そうと思い分身を作ろうとして完成した自身のクローン、髪の色や体の一部パーツが足りないなど完全なコピーではなく影武者には出来なかったために自作のゴーレムを用いて城内で秘密の育成していた。魔力量や魔術の腕では及ばぬものの錬金術の腕はロイドを超えて世界一と呼んでも過言がないものにまで成長した。
パズズ
声 - 佐藤せつじ
祠に封印されていた魔人で魔術は効かない。自身が生体実験を施したベアウルフを眷属として操り、世界の制圧を目論んだ。しかし、戦闘中ロイドの結界に閉じ込められて、チリになるまで魔法を当てられた。
サイアス
声 - 子安武人
ロイドの前世にあたる魔術師を殺した男。血統と才能の両方を備えていた。

## 既刊一覧

### 小説
- 謙虚なサークル（著）・メル。（イラスト） 『転生したら第七王子だったので、気ままに魔術を極めます』 講談社〈講談社ラノベ文庫〉、既刊10巻（2025年7月2日現在）
  1. 2020年7月2日発売[21]、ISBN 978-4-06-520642-3
  2. 2020年12月2日発売[22]、ISBN 978-4-06-521533-3
  3. 2021年5月6日発売[23]、ISBN 978-4-06-523459-4
  4. 2021年10月1日発売[24]、ISBN 978-4-06-525020-4
  5. 2022年7月1日発売[25]、ISBN 978-4-06-528780-4
  6. 2022年12月2日発売[26]、ISBN 978-4-06-530455-6
  7. 2023年12月1日発売[27]、ISBN 978-4-06-534094-3
  8. 2024年7月2日発売[28]、ISBN 978-4-06-536480-2
  9. 2025年4月2日発売[29]、ISBN 978-4-06-539462-5
  10. 2025年7月2日発売[30]、ISBN 978-4-06-540225-2

### 漫画

#### オリジナル版
- 謙虚なサークル（原作）・メル。（キャラクター原案）・石沢庸介（作画） 『転生したら第七王子だったので、気ままに魔術を極めます』 講談社〈KCデラックス〉、既刊20巻（2025年8月7日現在）
  1. 2020年11月9日発売[14][31]、ISBN 978-4-06-521298-1
  2. 2021年2月9日発売[32]、ISBN 978-4-06-522349-9
  3. 2021年5月7日発売[33]、ISBN 978-4-06-523151-7
  4. 2021年8月6日発売[34]、ISBN 978-4-06-524473-9
  5. 2021年11月9日発売[35]、ISBN 978-4-06-525982-5
  6. 2022年2月9日発売[36]、ISBN 978-4-06-526905-3
  7. 2022年5月9日発売[37]、ISBN 978-4-06-527830-7
  8. 2022年8月9日発売[38]、ISBN 978-4-06-528652-4
  9. 2022年11月9日発売[39]、ISBN 978-4-06-529643-1
  10. 2023年2月9日発売[40]、ISBN 978-4-06-530523-2
  11. 2023年5月9日発売[41]、ISBN 978-4-06-531553-8
  12. 2023年8月8日発売[42]、ISBN 978-4-06-532596-4
  13. 2023年11月9日発売[43]、ISBN 978-4-06-533502-4
  14. 2024年2月8日発売[44]、ISBN 978-4-06-534550-4
  15. 2024年4月9日発売[45]、ISBN 978-4-06-535152-9
  16. 2024年8月7日発売[46]、ISBN 978-4-06-536509-0
  17. 2024年11月8日発売[47]、ISBN 978-4-06-537416-0
  18. 2025年2月7日発売[48]、ISBN 978-4-06-538402-2
  19. 2025年5月9日発売[49]、ISBN 978-4-06-539447-2
  20. 2025年8月7日発売[50]、ISBN 978-4-06-540350-1

#### セミカラー版
- 謙虚なサークル（原作）・メル。（キャラクター原案）・石沢庸介（作画） 『転生したら第七王子だったので、気ままに魔術を極めます セミカラー版』 講談社〈KCデラックス〉、既刊4巻（2025年7月9日現在）
  1. 2022年11月9日発売[51][52]、ISBN 978-4-06-529642-4
  2. 2023年3月9日発売[53]、ISBN 978-4-06-530919-3
  3. 2023年12月7日発売[54]、ISBN 978-4-06-532842-2
  4. 2025年7月9日発売[55]、ISBN 978-4-06-539998-9

#### スピンオフ
- 天宮ケイリ（作画）・謙虚なサークル（原作）・メル。（キャラクター原案） 『現代転移の第二王子』 講談社〈シリウスKC〉、全3巻
  1. 2024年6月7日発売[56][57]、ISBN 978-4-06-535818-4
  2. 2024年9月9日発売[58]、ISBN 978-4-06-537228-9
  3. 2025年1月8日発売[59]、ISBN 978-4-06-537407-8

## テレビアニメ
2022年11月5日につむぎ秋田アニメLabによるテレビアニメ化が発表された。第1期は2024年4月から6月までテレビ東京系列ほかにて放送された。第2期は2025年7月よりテレビ東京ほかにて放送中。
原作者・謙虚なサークルによると、テレビアニメは「コミック版をかなり忠実に再現している」。

### スタッフ
|                              | 第1期                                          | 第2期                                          |
| ---------------------------- | ---------------------------------------------- | ---------------------------------------------- |
| 原作                         | 謙虚なサークル                                 | 謙虚なサークル                                 |
| キャラクター原案             | メル。                                         | メル。                                         |
| 監督・演出                   | 玉村仁                                         | 玉村仁                                         |
| シリーズ構成                 | 戸塚直樹                                       | 戸塚直樹                                       |
| キャラクターデザイン         | 錦織成                                         | 錦織成                                         |
| アクション監督               | アベユーイチ                                   | アベユーイチ                                   |
| 色彩設計                     | 小野真依                                       | 小野真依                                       |
| 美術監督                     | N/A                                            | 長岐光捷                                       |
| 撮影監督・編集               | 矢野雄木                                       | 矢野雄木                                       |
| 音響監督                     | 田中亮                                         | 田中亮                                         |
| 音響効果                     | 白石結果                                       | 白石結果                                       |
| 音響制作                     | Ai Addiction                                   | Ai Addiction                                   |
| 音楽                         | R・O・N                                        | R・O・N                                        |
| 音楽制作                     | ランティス                                     | ランティス                                     |
| 音楽プロデューサー           | 小野可織                                       | N/A                                            |
| チーフプロデューサー         | 阿部研吾、秋田規行、黒須信彦、重松暖           | 阿部研吾、秋田規行、黒須信彦、重松暖           |
| チーフプロデューサー         | 菊川裕之、伊藤直子                             | N/A                                            |
| プロデューサー               | 小田誠、若林寛和、山川典夫、土橋陣、山﨑智恵子 | 小田誠、若林寛和、山川典夫、土橋陣、山﨑智恵子 |
| プロデューサー               | 阿部研吾、福田浩平                             | N/A                                            |
| アニメーションプロデューサー | 櫻井司                                         | 櫻井司                                         |
| アニメーション制作           | つむぎ秋田アニメLab                            | つむぎ秋田アニメLab                            |
| 製作                         | 「第七王子」製作委員会                         | 「第七王子」製作委員会                         |

### 主題歌
「キュンリアス」
樋口楓による第1期のオープニングテーマ。作詞は安藤紗々、作曲・編曲は光増ハジメ。
「ハッピーの秘訣」
熊田茜音による第1期のエンディングテーマ。作詞は森雪之丞、作曲・編曲は加藤裕介。
「CALLING†」
樋口楓による第2期のオープニングテーマ。作詞は安藤紗々、作曲・編曲は光増ハジメ。
「Meteor」
岬なこによる第2期のエンディングテーマ。作詞は喜介、作曲はBOUNCEBACK、編曲は倉内達矢。

### 各話リスト
| 話数   | サブタイトル             | 脚本         | 絵コンテ            | アクション 演出 | 作画監督                                                  | 総作画監督 | 初放送日       |       |       |       |       |       |       |       |       |       |       |       |       |       |       |       |       |       |
| 第1期  | 第1期                    | 第1期        | 第1期               | 第1期           | 第1期                                                     | 第1期      | 第1期          | 第1期 | 第1期 | 第1期 | 第1期 | 第1期 | 第1期 | 第1期 | 第1期 | 第1期 | 第1期 | 第1期 | 第1期 | 第1期 | 第1期 | 第1期 | 第1期 | 第1期 |
| ------ | ------------------------ | ------------ | ------------------- | --------------- | --------------------------------------------------------- | ---------- | -------------- | ----- | ----- | ----- | ----- | ----- | ----- | ----- | ----- | ----- | ----- | ----- | ----- | ----- | ----- | ----- | ----- | ----- |
| 第1話  | 第七王子に転生しました   | ナズカトキオ | 玉村仁 アベユーイチ | アベユーイチ    | 錦織成                                                    | -          | 2024年 4月2日  |       |       |       |       |       |       |       |       |       |       |       |       |       |       |       |       |       |
| 第2話  | 冒険者に遭遇しました     | ナズカトキオ | 玉村仁 アベユーイチ | アベユーイチ    | 錦織成                                                    | -          | 4月9日         |       |       |       |       |       |       |       |       |       |       |       |       |       |       |       |       |       |
| 第3話  | 気術とか付与魔術とか     | ナズカトキオ | 玉村仁 アベユーイチ | アベユーイチ    | 中村香穂 山内真月 加藤有夏 鈴木佐都                       | 錦織成     | 4月16日        |       |       |       |       |       |       |       |       |       |       |       |       |       |       |       |       |       |
| 第4話  | 魔獣狩りに向かいます     | ナズカトキオ | 玉村仁 アベユーイチ | アベユーイチ    | 中村香穂 山内真月 加藤有夏                                | 錦織成     | 4月23日        |       |       |       |       |       |       |       |       |       |       |       |       |       |       |       |       |       |
| 第5話  | 魔人が苛立っています     | ナズカトキオ | 玉村仁 アベユーイチ | アベユーイチ    | 小栁亜美 山内真月 鈴木佐都                                | 錦織成     | 4月30日        |       |       |       |       |       |       |       |       |       |       |       |       |       |       |       |       |       |
| 第6話  | 姉と魔獣と魔剣と兄と     | ナズカトキオ | 玉村仁              | -               | 小栁亜美 山内真月                                         | 錦織成     | 5月7日         |       |       |       |       |       |       |       |       |       |       |       |       |       |       |       |       |       |
| 第7話  | 暗殺者たちとバトルします | ナズカトキオ | 玉村仁 アベユーイチ | アベユーイチ    | 山内真月 加藤有夏 STUDIO MASSKET                          | 錦織成     | 5月14日        |       |       |       |       |       |       |       |       |       |       |       |       |       |       |       |       |       |
| 第8話  | ジェイドに会いに行きます | ナズカトキオ | 玉村仁 アベユーイチ | アベユーイチ    | 中村香穂 小栁亜美 STUDIO MASSKET                          | 錦織成     | 5月21日        |       |       |       |       |       |       |       |       |       |       |       |       |       |       |       |       |       |
| 第9話  | ギザルムという災厄       | ナズカトキオ | 玉村仁 アベユーイチ | アベユーイチ    | 中村香穂 小栁亜美 山内真月 加藤有夏 STUDIO MASSKET        | 錦織成     | 5月28日        |       |       |       |       |       |       |       |       |       |       |       |       |       |       |       |       |       |
| 第10話 | シルファの剣             | ナズカトキオ | 玉村仁 アベユーイチ | アベユーイチ    | 中村香穂 小栁亜美 山内真月 STUDIO MASSKET                 | 錦織成     | 6月4日         |       |       |       |       |       |       |       |       |       |       |       |       |       |       |       |       |       |
| 第11話 | ジェイドの遺言           | ナズカトキオ | 玉村仁 アベユーイチ | アベユーイチ    | 錦織成 STUDIO MASSKET                                     | 錦織成     | 6月11日        |       |       |       |       |       |       |       |       |       |       |       |       |       |       |       |       |       |
| 第12話 | ロイドの答え             | ナズカトキオ | 玉村仁 アベユーイチ | アベユーイチ    | 錦織成 中村香穂 小栁亜美 山内真月 加藤有夏 STUDIO MASSKET | 錦織成     | 6月18日        |       |       |       |       |       |       |       |       |       |       |       |       |       |       |       |       |       |
| 第2期  |                          |              |                     |                 |                                                           |            |                |       |       |       |       |       |       |       |       |       |       |       |       |       |       |       |       |       |
| 第13話 | 入信します!              | 戸塚直樹     | 玉村仁 アベユーイチ | アベユーイチ    | 錦織成                                                    | -          | 2025年 7月10日 |       |       |       |       |       |       |       |       |       |       |       |       |       |       |       |       |       |
| 第14話 | ジリエルの御業           | 戸塚直樹     | 玉村仁 アベユーイチ | アベユーイチ    | 錦織成                                                    | -          | 7月17日        |       |       |       |       |       |       |       |       |       |       |       |       |       |       |       |       |       |
| 第15話 | グール退治               | 戸塚直樹     | 玉村仁 アベユーイチ | アベユーイチ    | 錦織成                                                    | -          | 7月24日        |       |       |       |       |       |       |       |       |       |       |       |       |       |       |       |       |       |
| 第16話 | シビル・ウォー           | 戸塚直樹     | 玉村仁 アベユーイチ | アベユーイチ    | 錦織成                                                    | -          | 7月31日        |       |       |       |       |       |       |       |       |       |       |       |       |       |       |       |       |       |
| 第17話 | 教会の秘密               | 戸塚直樹     | 玉村仁 アベユーイチ | アベユーイチ    | 錦織成                                                    | -          | 8月7日         |       |       |       |       |       |       |       |       |       |       |       |       |       |       |       |       |       |
| 第18話 | イーシャの想い           | 戸塚直樹     | 玉村仁 アベユーイチ | アベユーイチ    | 錦織成 STUDIO MASSKET                                     | -          | 8月14日        |       |       |       |       |       |       |       |       |       |       |       |       |       |       |       |       |       |
| 第19話 | 大聖誕祭                 | 戸塚直樹     | 玉村仁 アベユーイチ | アベユーイチ    | 錦織成 STUDIO MASSKET                                     | -          | 8月21日        |       |       |       |       |       |       |       |       |       |       |       |       |       |       |       |       |       |

### 放送局
| 放送期間               | 放送時間                     | 放送局                               | 対象地域                                                    | 備考                                 |
| ---------------------- | ---------------------------- | ------------------------------------ | ----------------------------------------------------------- | ------------------------------------ |
| 2024年4月2日 - 6月18日 | 火曜 0:00 - 0:30（月曜深夜） | テレビ東京（製作参加） ほか系列全6局 | 北海道・関東広域圏・愛知県・ 大阪府・岡山県・香川県・福岡県 | 字幕放送                             |
|                        | 火曜 0:30 - 1:00（月曜深夜） | BS日テレ                             | 日本全域                                                    | BS/BS4K放送 / 『アニメにむちゅ〜』枠 |
| 2024年4月3日 - 6月19日 | 水曜 21:30 - 22:00           | AT-X                                 | 日本全域                                                    | CS放送 / 字幕放送 / リピート放送あり |

| 配信開始日   | 配信時間                           | 配信サイト | 備考                   |
| ------------ | ---------------------------------- | --- | ---------------------- |
| 2024年4月2日 | 火曜 1:00（月曜深夜） 更新         | ABEMA dアニメストア [ 注 7 ]                                                                                          | 見放題配信             |
|              |                                    | ABEMA | 最新話期間限定無料配信 |
|              | 火曜 1:00（月曜深夜） 以降順次更新 | Amazon Prime Video カンテレドーガ ニコニコチャンネル [ 注 8 ] HAPPY!動画 バンダイチャンネル ビデオマーケット music.jp | 都度課金配信           |
| 2024年4月3日 | 水曜 0:00（火曜深夜） 更新         | J:COM STREAM TELASA milplus ムービーフル                                                                              | 都度課金配信           |
| 2024年4月5日 | 金曜 1:00（木曜深夜） 以降順次更新 | アニメ放題 Amazon Prime Video DMM TV Netflix バンダイチャンネル Hulu U-NEXT Lemino                                    | 見放題配信             |
|              | 金曜 12:00 更新                    | auスマートパスプレミアム J:COM STREAM TELASA milplus                                                                  | 見放題配信             |

| 放送期間        | 放送時間                     | 放送局     | 対象地域   | 備考                                 |
| --------------- | ---------------------------- | ---------- | ---------- | ------------------------------------ |
| 2025年7月10日 - | 木曜 0:00 - 0:30（水曜深夜） | テレビ東京 | 関東広域圏 | 製作参加 / 字幕放送                  |
|                 | 木曜 1:30 - 2:00（水曜深夜） | テレビ愛知 | 愛知県     |                                      |
|                 | 木曜 1:35 - 2:05（水曜深夜） | テレビ大阪 | 大阪府     | 字幕放送                             |
|                 | 木曜 22:30 - 23:00           | AT-X       | 日本全域   | CS放送 / 字幕放送 / リピート放送あり |
| 2025年7月15日 - | 火曜 0:30 - 1:00（月曜深夜） | BS日テレ   | 日本全域   | BS/BS4K放送 / 『アニメにむちゅ〜』枠 |

| 配信開始日    | 配信時間                           | 配信サイト | 備考           |
| ------------- | ---------------------------------- | --- | -------------- |
| 2025年7月10日 | 木曜 0:30（水曜深夜） 更新         | ABEMA dアニメストア | 見放題先行配信 |
| 2025年7月13日 | 日曜 0:30（土曜深夜） 更新         | ABEMA | 見逃し無料配信 |
|               | 日曜 0:30（土曜深夜） 以降順次更新 | アニメ放題 J:COM STREAM TELASA Disney+ DMM TV Netflix バンダイチャンネル Hulu Prime Video Pontaパス milplus見放題パックプライム U-NEXT Lemino      | 見放題配信     |
|               |                                    | FOD カンテレドーガ J:COM STREAM TELASA ニコニコチャンネル HAPPY!動画 バンダイチャンネル ビデオマーケット Prime Video milplus music.jp ムービーフル | 都度課金配信   |

### BD
| 巻 | 発売日         | 収録話         | 規格品番  |
| -- | -------------- | -------------- | --------- |
| 1  | 2024年10月30日 | 第1話 - 第6話  | BCXA-1947 |
| 2  | 2024年11月27日 | 第7話 - 第12話 | BCXA-1948 |

| テレビ東京系列 火曜 0:00 - 0:30（月曜深夜）                                                                     | テレビ東京系列 火曜 0:00 - 0:30（月曜深夜）                                              | テレビ東京系列 火曜 0:00 - 0:30（月曜深夜） |
| 前番組 | 番組名                                                                                   | 次番組                                      |
| --- | ---------------------------------------------------------------------------------------- | ------------------------------------------- |
| SYNDUALITY Noir（第2クール） （2024年1月9日 - 3月26日）                                                         | 転生したら第七王子だったので、気ままに魔術を極めます（第1期） （2024年4月2日 - 6月18日） | SHY（第2期） （2024年7月2日 - 9月24日）     |
| テレビ東京 木曜 0:00 - 0:30（水曜深夜）                                                                         |                                                                                          |                                             |
| 完璧すぎて可愛げがないと婚約破棄された聖女は隣国に売られる （2025年4月10日 - 6月26日） (テレビ愛知・BS朝日製作) | 転生したら第七王子だったので、気ままに魔術を極めます（第2期） （2025年7月10日 - ）       | 転生悪女の黒歴史 （2025年10月9日 - ）       |

### Webラジオ
Webラジオ番組『転生したらパーソナリティだったので、気ままにラジオを極めます』が、YouTubeチャンネル「isekai channel @バンダイナムコフィルムワークス」およびインターネットラジオステーション＜音泉＞にて、2024年3月29日から10月25日にかけて配信。全14回。パーソナリティはロイド役の小市眞琴。
ゲスト
- 第1回・第2回・第13回：Lynn（シルファ 役）
- 第3回・第4回：関根明良（タオ 役）
- 第5回：樋口楓（オープニング主題歌『キュンリアス』担当）
- 第6回：堀江瞬（アルベルト 役）
- 第7回：熊田茜音（アリーゼ 役）
- 第8回：杉田智和（ガリレア 役）
- 第9回：明坂聡美（タリア 役）
- 第10回：広瀬裕也（ディアン 役）
- 第11回：松井恵理子（シロ 役）
- 第12回：島﨑信長（ジェイド／ギザルム 役）
- 第14回：玉村仁（監督）、櫻井司（制作プロデューサー）

### ゲーム
スマートフォン向けゲーム『転生したら第七王子だったので、気ままに魔術を極めます マスターオブマジック』が、Dynamic trackによって、2024年12月11日より配信開始。ジャンルはRPG。基本プレイ無料のアプリ内課金あり。